# Strangers: Prey at Night
Série The Strangers
The Strangers
(2008) Les Intrus
(2024)
Pour plus de détails, voir Fiche technique et Distribution.
Strangers: Prey at Night, ou Les Inconnus : Proies nocturnes au Québec (The Strangers: Prey at Night) est un film d'horreur américain réalisé par Johannes Roberts, sorti en 2018. 
Il est la suite directe de The Strangers (2008).

## Synopsis
Une famille, en route pour emmener leur fille au pensionnat, décide de s’arrêter pour la nuit dans le parc de mobile home désert de leur oncle mais ils ne se doutaient pas qu'ils auraient de la visite. Traquée par trois tueurs masqués, elle devra lutter pour survivre durant cette longue nuit d'horreur.

## Fiche technique
- Titre original : The Strangers: Prey at Night
- Titre français : Strangers: Prey at Night
- Titre québécois : Les Inconnus : Proies nocturnes
- Réalisation : Johannes Roberts
- Scénario : Ben Ketai et Bryan Bertino
- Direction artistique : Paul Luther Jackson
- Costumes : Carla Shivener
- Photographie : Ryan Samul
- Montage : Martin Brinkler
- Musique : Adrian Johnston
- Production : Ryan Kavanaugh, Nathan Kahane, Roy Lee et Doug Davison
- Société de production : Rogue Pictures
- Société de distribution :
- Pays d'origine :  États-Unis
- Langue originale : anglais
- Genre : horreur, slasher
- Durée : 86 minutes
- Dates de sortie : 
  -  États-Unis[1], Québec[2] : 9 mars 2018
  -  France : 18 avril 2018
- Interdit aux moins de 12 ans lors de sa sortie en France
- Interdit aux moins de 16 ans à la télévision

## Distribution
- Christina Hendricks (VF : Sybille Tureau ; VQ : Annie Girard) : Cindy
- Martin Henderson (VF : Damien Boisseau ; VQ : Philippe Martin) : Mike
- Bailee Madison (VF : Camille Donda ; VQ : Ludivine Reding) : Kinsey
- Lewis Pullman (VF : Olivier Martret ; VQ : Nicholas Savard L'Herbier) : Luke
- Damian Maffei : L'homme au masque
- Emma Bellomy (VF : Mathilde Moulinat) : Dollface
- Lea Enslin (VF : Hélène Bressiant) : Pin-Up Girl
- Mary Louise Casanta (VF : Frédérique Cantrel) : Tante Sheryl
- Preston Sadleir (VF : Xavier Couleau ; VQ : Pierre-Étienne Rouillard) : Officier Brooks

## Production

### Développement
Le 28 août 2008, les producteurs de Rogue Pictures (en) ont confirmé à Variety qu'une suite de The Strangers était en préparation.

### Attribution des rôles
En février 2017, il a été annoncé que Johannes Roberts serait le nouveau réalisateur de cette suite et remplacerait le français Laurent Briet. En mai 2017, Christina Hendricks, Bailee Madison et Lewis Pullman rejoignent le casting. En juin 2017, Martin Henderson rejoint également ce casting.

### Tournage
Le tournage du film débute en juin 2017 à Covington (Kentucky) et s'est terminé le 10 juillet 2017[réf. nécessaire].

### Promotion
Le 20 décembre 2017, Paramount Pictures diffuse la bande-annonce VF du film sur YouTube.

### Changement d'acteurs
Bien qu'étant une suite directe du premier film, les trois tueurs joués dans ce dernier par Kip Weeks, Gemma Ward et Laura Margolis sont remplacés dans cette suite par respectivement Damian Maffei, Emma Bellomy et Lea Enslin. La raison de ce changement est inconnue, mais il est probable que ce soit car les acteurs ont vieilli.

### Fins alternatives
Il existe plusieurs fins alternatives au film :
- La première montre l'homme au masque et Dollface survivre, et partir en camion.
- La deuxième, où Dollface est alors morte, montre l'homme au masque faire irruption dans l'hôpital où Kinsey et Luke sont soignés, provoquant un carnage.
- La troisième, sensiblement similaire à la deuxième, montre en prime l'homme au masque tuer à la hache un médecin venu dans la chambre de Kinsey et Luke pour prendre des nouvelles.
- La quatrième et dernière montre Kinsey se diriger vers la porte de sa chambre d'hôpital, alors que Luke est toujours endormi près d'elle. La porte s'ouvre et le son d'un diable en boîte se fait entendre, alors que les lumières se mettent à clignoter. Le grincement d'une hache, très probablement celle de l'homme au masque, se fait entendre. L'écran devient noir et, en même temps, le hurlement perçant de Kinsey résonne.

Parmi ces fins alternatives, seule la quatrième est accessible, via les bonus DVD / Blu-ray du film. Les trois premières n'ont jamais été rendues public, et ne le seront probablement jamais. Finalement, la fin du film, qui est l'unique fin canon, montre les trois tueurs mourir, laissant Kinsey et Luke seuls survivants. La Pin-Up Girl a été tuée par Luke, tandis que l'homme au masque et Dollface ont été tués par Kinsey.